# Dibrova, Horohiv
Dibrova (în ucraineană Діброва) este un sat în comuna Vilhivka din raionul Horohiv, regiunea Volînia, Ucraina.

## Demografie
Componența lingvistică a localității Dibrova
     Ucraineană (100%)
Conform recensământului din 2001, toată populația localității Dibrova era vorbitoare de ucraineană (100%).